# Wanda Czełkowska

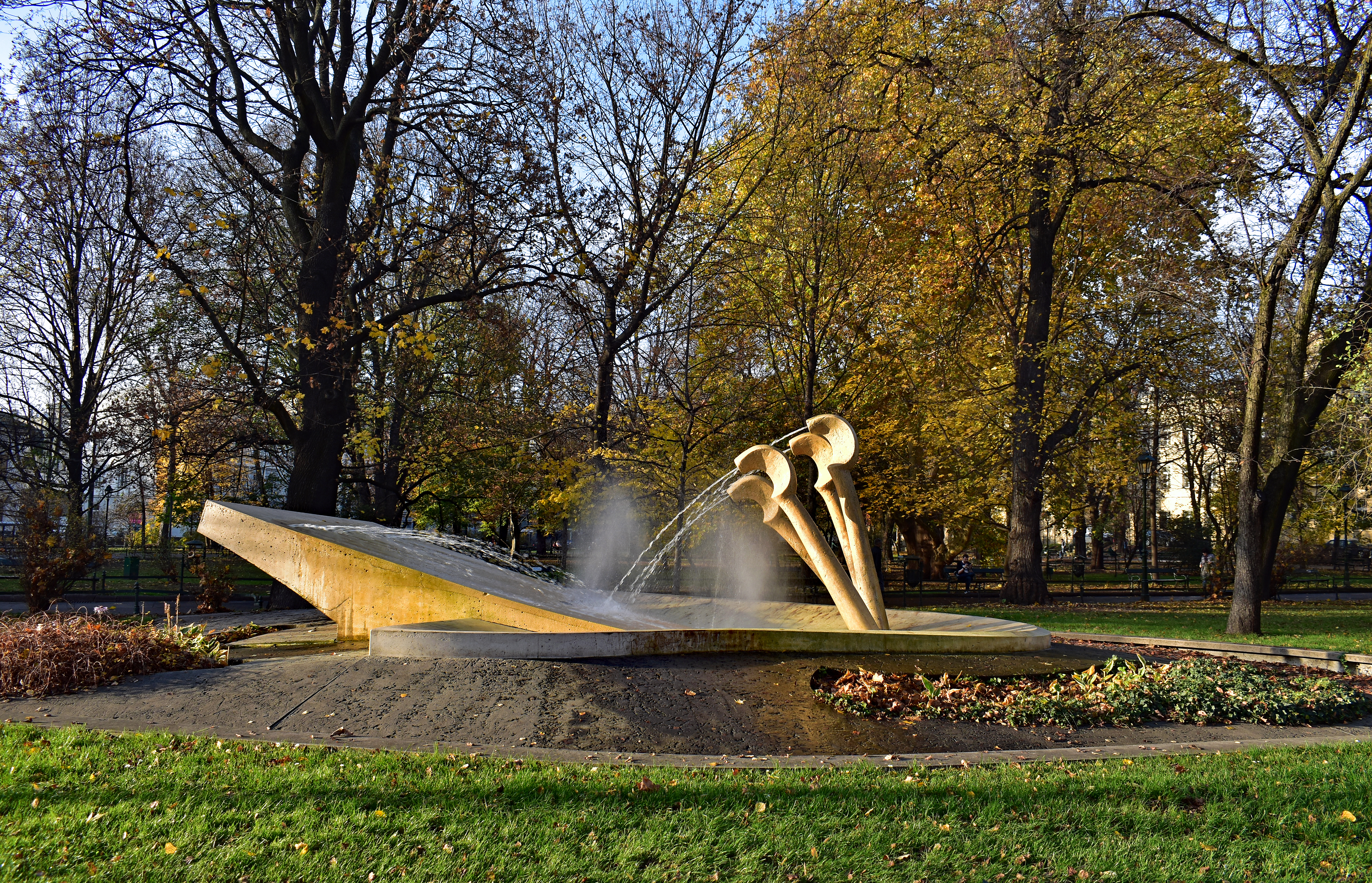
„Fortepian Chopina” – projekt Marii Jaremy z 1949 roku, zrealizowany w 2006 przez Wandę Czełkowską. Kraków, Planty przy ul. Franciszkańskiej

Wanda Czełkowska (ur. 18 listopada 1930 w Brześciu nad Bugiem, zm. 17 czerwca 2021 w Warszawie) – polska rzeźbiarka.

## Życiorys
Wanda Czełkowska dzieciństwo i młodość spędziła w Wilnie. Początkowo planowała podjęcie studiów w zakresie matematyki. W klasie maturalnej poznała Xawerego Dunikowskiego, co zadecydowało o jej wyborze dalszego kształcenia. W latach 1949–1954 studiowała na Akademii Sztuk Pięknych w Krakowie, dyplom zrealizowała w pracowni prof. Jerzego Bandury. Początkowo studiowała malarstwo, jednak już w drugim semestrze pierwszego roku pod wpływem zachęty Jerzego Bandury wybrała rzeźbę. Już w czasie studiów wypracowała swój oryginalny styl rzeźbiarski. Jej pierwsze prace rzeźbiarskie były figuratywne, z czasem zaczęła podążać w kierunku konceptualizmu.
W latach 1969–1981 była związana z II Grupy Krakowskiej, jednak nie brała czynnego udziału w aktywnościach grupy. Uczestniczyła w wielu wystawach w Polsce i za granicą, m.in. w Norwegii (Wystawa Rzeźby Rzeźbiarzy z Krakowa w 1958), Holandii (Wystawa Rzeźby Współczesnej w 1964), Francji (III Międzynarodowym Biennale de Paris 1963), Wielkiej Brytanii (Międzynarodowy Festiwal w Edynburgu w 1972).
W marcu 1990 Galeria Zderzak w Krakowie zorganizowała dwie wystawy pod różnymi adresami. Pierwsza Elegia (8–11 marca& 1990, ul. Zagrody 23) prezentowała prace z lat 80. i z 1990 r. Druga Przypomnienie po latach (12–20 marca 1990, ul. Grodzka 15), prezentowała prace z lat 1958–1957. Kolejna tak duża indywidualna wystawa pt. Wanda Czełkowska. Retrospekcja miała miejsce w Muzeum Rzeźby w Królikarni, Oddziale Muzeum Narodowego w Warszawie dopiero 26 lat później, na przełomie 2016 i 2017. W 2010 wzięła udział w wystawie Państwo Dydony w PGS w Sopocie (kuratorka Dorota Grubba), a 2 października 2006 na Plantach w Krakowie został odsłonięty pomnik – fontanna Fortepian Chopina, który Czełkowska wykonała na podstawie projektu Marii Jaremy z 1949.
Przez ponad 50 lat była mieszkanką Krakowa. Mieszkała przy ul. Karmelickiej w mieszkaniu, które zostawił jej Xawery Dunikowski. W 2001 przeniosła się do Warszawy. W 2011 artystka zajęła poprzemysłową przestrzeń (dawny warsztat tirów) na warszawskim Mokotowie, niedaleko Królikarni.
W 2011 szczecińska Fundacja Ars & Bonum postanowiła objąć rzeźbiarkę opieką stałą, zajmując się dokumentacją twórczości oraz wspierając w utrzymaniu przestrzeni pracowni-galerii. Opieka fundacji trwała przez 6 lat.
W 2013 rzeźbiarką zainteresowała się Ewa Opałka, która stała się współkuratorką z Agnieszką Tarasiuk jej monograficznej wystawy w Królikarni, a także autorką będącej w przygotowaniu książki Eliminacje. Rozmowy z Wandą Czełkowską – wywiadu rzeki. Opałka jest również inicjatorką powołanej w 2016 Fundacji Introspekcja Na Rzecz Badania i Prezentacji Twórczości Wandy Czełkowskiej.
Rzeźbiarka zaprezentowała w 2016 na wystawie w nowojorskiej galerii Broadway 1602 jedną rzeźbę i dwa rysunki. Krytyk witryny „Artspace” Andrew M. Goldstein uznał te prace za jedne z dziesięciu najlepszych prac Frieze New York 2016.
W 2018 Wanda Czełkowska była obok Rosemarie Castoro i Lydii Okumury jedną z trzech rzeźbiarek-minimalistek prezentowanych na wystawie Land of Lads. Land of Lashes w galerii Thaddaeus Ropac na londyńskim Mayfair (kuratorka: Anke Kempkes we współpracy z Fundacją Introspekcja na Rzecz Badania i Prezentacji Twórczości Wandy Czełkowskiej).
Jej pracownię przy ul. Magazynowej 14 na warszawskim Mokotowie uznano w 2019 r. za Warszawską Historyczną Pracownię Artystyczną.
W 2019 brała udział w wystawie Wanda Czełkowska & Paul Czerlitzky w Galerii Piktogram w Warszawie. Galeria Q Contemporary z Budapesztu prezentowała jej prace na londyńskiej wystawie Under the Radar: Contemporary Masters from Central & Eastern Europe podczas Frieze.
Na wystawie zbiorowej Kradzieże i zniszczenia w białostockiej Galerii Arsenał w 2020 została zaprezentowana jej rzeźba Głowa z 1968 r. (edycja I/3).
Wanda Czełkowska zmarła w godzinach wieczornych 17 czerwca 2021 w wieku 90 lat, została pochowana na warszawskim Cmentarzu Wojskowym na Powązkach.
W 2023 roku (15 lipca-26 listopada) w Muzeum Susch w Susch w Szwajcarii odbyła się wystawa monograficzna Wanda Czełkowska. Art Is Not Rest. Kuratorką tej wystawy była Matylda Taszycka, kuratorką pomocniczą - Antonina Gugała. Wystawie towarzyszyło wydawnictwo książkowe o tym samym tytule.  

## Prace w kolekcjach
- Muzeum Narodowe w Warszawie, Muzeum Rzeźby im. Xawerego Dunikowskiego (rzeźba Głowa)[33]
- Muzeum Narodowe w Krakowie – prace: Stół (1968–1971), Ściana (1975–1976), Głowa (1962), Pomnik (1963), Pomnik (1964), Głowa (1973), Głowa będąca częścią kompozycji przestrzennej „Stół”, Gracze[34]
- Muzeum Śląskie (praca Głowa)[17]
- Centrum Rzeźby Polskiej w Orońsku (rzeźba Portret imaginacyjny I, 1960)[35]
- Muzeum Zamoyskich w Kozłówce (rzeźba Mama)[36]
- Muzeum Sztuki Nowoczesnej w Warszawie – obraz Bez tytułu (1993)[37]